# Municipio de Paxton (Ohio)
El municipio de Paxton (en inglés: Paxton Township) es un municipio ubicado en el condado de Ross en el estado estadounidense de Ohio. En el año 2010 tenía una población de 2116 habitantes y una densidad poblacional de 25,69 personas por km².

## Geografía
El municipio de Paxton se encuentra ubicado en las coordenadas 39°12′45″N 83°15′31″O / 39.21250, -83.25861. Según la Oficina del Censo de los Estados Unidos, el municipio tiene una superficie total de 82.37 km², de la cual 82,25 km² corresponden a tierra firme y (0,14 %) 0,12 km² es agua.

## Demografía
Según el censo de 2010, había 2116 personas residiendo en el municipio de Paxton. La densidad de población era de 25,69 hab./km². De los 2116 habitantes, el municipio de Paxton estaba compuesto por el 94,71 % blancos, el 2,22 % eran afroamericanos, el 0,24 % eran amerindios, el 0,09 % eran asiáticos, el 0,14 % eran de otras razas y el 2,6 % eran de una mezcla de razas. Del total de la población el 0,76 % eran hispanos o latinos de cualquier raza.